# Jiří Škoda
Jiří Škoda (* 27. března 1956 Brno) je bývalý český cyklista, reprezentant bývalého Československa. Spolu s Alipi Kostadinovem, Michalem Klasou a Vlastiborem Konečným získal bronzovou medaili v silničním závodě družstev na Letních olympijských hrách v Moskvě v roce 1980 a v silničním závodě jednotlivců tam obsadil 13. místo. V témže roce byl vyhlášen československým Králem cyklistiky. V roce 1984 skončil celkově druhý v etapovém závodě Tour de l'Avenir a byl vyhlášen nejlepším amatérským cyklistou světa (získal Trofej Adidas). Neměl však tehdy možnost přejít do profipelotonu, to mu režim tehdejšího socialistického Československa umožnil až na sklonku aktivní kariéry. V letech 1987–1988 byl pak závodníkem profesionální stáje Ecoflam a absolvoval dva ročníky etapového závodu Giro d'Italia.
Po skončení závodní činnosti působil jako trenér ve Favoritu Brno, u reprezentace, ve Slušovicích a u týmu JOKO-VELAMOS.